# Ron Clarke
Ronald William Clarke, conegut com a Ron Clarke, (21 de febrer de 1937 – 17 de juny de 2015) fou un atleta i polític australià, guanyador d'una medalla olímpica.

## Biografia
Va néixer el 21 de febrer de 1937 a la ciutat de Melbourne, població situada a l'estat de Victòria.

## Carrera esportiva
Als 19 anys, i sent una jove promesa en curses de mitja i llarga distància, fou escollit per realitzar l'encesa del peveter olímpic durant la cerimònia d'obertura dels Jocs Olímpics d'Estiu de 1956 realitzats a Melbourne (Austràlia) al Melbourne Cricket Ground.
Posteriorment va participar, als 27 anys, als Jocs Olímpics d'Estiu de 1964 realitzats a Tòquio (Japó), on aconseguí guanyar la medalla de bronze en la prova dels 10000 metres i finalitzà novè en els 5000 metres i en la marató. En els Jocs Olímpics d'Estiu de 1968 celebrats a Ciutat de Mèxic (Mèxic) finalitzà cinquè en els 5000 metres i sisè en els 10000 metres, aconseguint sengles diplomes olímpics.
Al llarg de la seva carrera guanyà quatre medalles en els Jocs de l'Imperi Britànic i de la Comunitat, totes elles de plata.

## Carrera política
L'any 2004 fou escollit alcalde de la ciutat de Gold Coast.